# Uwe Bönsch
Uwe Bönsch (ur. 15 października 1958 w Halle) – niemiecki szachista i trener szachowy (FIDE Senior Trainer od 2004), arcymistrz od 1986 roku.

## Kariera szachowa
W latach 80–90. należał do ścisłej czołówki szachistów najpierw Niemieckiej Republiki Demokratycznej, a następnie zjednoczonych Niemiec. Zwyciężył bądź podzielił I miejsca w międzynarodowych turniejach w Decinie (1976), Halle (1981), Ołomuńcu (1982), Lipsku (1986, dwukrotnie), Budapeszcie (dwukrotnie – 1982, 1987), Portorožu (1987), Polanicy-Zdroju (1987, memoriał Akiby Rubinsteina), Szekszardzie (1989) oraz Augsburgu (1994). Dwukrotnie wystąpił na szachowych olimpiadach (1988, 1990). Wielokrotnie, w barwach klubów USV Halle oraz Bayern Monachium, zdobywał medale na drużynowych mistrzostwach NRD oraz Niemiec.
Posiada duże osiągnięcia jako szachowy trener. W roku 1999 otrzymał trenerską A-licencję, najwyższą w Niemczech. W 2000 roku był trenerem męskiej drużyny Niemiec, która zdobyła srebrny medal na szachowej olimpiadzie w Stambule.
Najwyższy ranking w karierze osiągnął 1 stycznia 1988 r., z wynikiem 2575 punktów dzielił wówczas 30-32. miejsce na światowej liście FIDE, jednocześnie zajmując 1. miejsce wśród szachistów Niemieckiej Republiki Demokratycznej.